# ستانيسلو أولام
ولد ستانيسلو أولام في الثالث عشر من أبريل عام 1909، و توفي في الثالث عشر من ماي عام 1984. هو عالم رياضيات من أصل يهودي بولوني. عمل في مجال الأسلحة النووية. وعمل أيضا في مجالات عدة في الرياضيات كنظرية الأعداد ونظرية المجموعات والطوبولوجيا الجبرية و غيرها.

## حياته

### الهجرة إلى الولايات المتحدة
ذهب أولام إلى الولايات المتحدة عام 1938 من أجل الدراسة في جامعة هارفارد.